# 5 (Murder by Numbers)
5 (Murder by Numbers) — мікстейп американського репера 50 Cent, виданий 6 липня 2012 р., в уродини виконавця. Реліз спершу мав стати п'ятою студійною платівкою. Через конфлікт з Interscope Records 50 Cent вирішив випустити його для безкоштовного завантаження.
Мастеринг: Марк Крістенсен на Engine Room Audio, Нью-Йорк; помічник: Ден Мілліс. Зведення: Кай Міллер. Наразі реліз має золотий статус на DatPiff (за критеріями сайту), його завантажили понад 154 тис. разів.

## Передісторія
Під час запису 5 (Murder by Numbers) 50 Cent слухав своїх улюблених реперів, зокрема Тупака Шакура та The Notorious B.I.G. В інтерв'ю Detroit Free Press він заявив: «Я слухаю ці записи, щоб показати очікуваний результат… Це створює для мене рівень, якому повинен відповідати альбом перш ніж я його видам». 13 червня 2012 в інтерв'ю радіостанції Hot 107.9 Philly 50 Cent оголосив назву релізу.

## Відеокліпи
24 серпня 2012 відбулась прем'єра «Be My Bitch», 4 вересня — «Definition of Sexy», 7 листопада — «Money», 21 листопада — «United Nations», 17 вересня 2013 — «NY». Режисер усіх кліпів: Ейф Рівера.

## Список пісень
| #   | Назва                                       | Продюсер          | Тривалість |
| --- | ------------------------------------------- | ----------------- | ---------- |
| 1.  | «My Crown»                                  | Focus…            | 3:05       |
| 2.  | «NY»                                        | Trox              | 2:26       |
| 3.  | «United Nations»                            | 45 Music          | 2:44       |
| 4.  | «Business Mind» (з участю Hayes)            | Hit-Boy           | 3:01       |
| 5.  | «Roll That Shit» (з участю Kidd Kidd)       | The Letter «C»    | 3:49       |
| 6.  | «Leave the Lights On»                       | Trox              | 3:22       |
| 7.  | «Money»                                     | Havoc             | 3:12       |
| 8.  | «Definition of Sexy»                        | Havoc             | 2:58       |
| 9.  | «Be My Bitch» (з участю Brevi)              | Harvey Mason, Jr. | 3:55       |
| 10. | «Can I Speak to You» (з участю Schoolboy Q) | DJ Pain 1         | 2:56       |